# Венъм: Последният танц
„Венъм: Последният танц“ (на английски: Venom: The Last Dance) е американски супергеройски филм от 2024 г. за едноименния персонаж на „Марвел Комикс“, продуциран е от „Кълъмбия Пикчърс“ съвместно с „Марвел Ентъртейнмънт“ и разпространен от „Сони Пикчърс Релийзинг“. Той е продължение на „Венъм 2: Време е за Карнидж“ (2021) и е петият филм от „Спайдър-Мен вселената на Сони“, базиран в „Киновселената на Марвел“. Режисиран от Кели Марсел по неин сценарий, във филма участват Том Харди в ролята на Еди Брок/Венъм, заедно с Джуно Темпъл, Чуетел Еджиофор и Кларк Бако. Заглавието е разкрито през март 2024 г., когато снимките почти са приключили. Премиерата се състои в Ню Йорк на 21 октомври 2024 г. и излиза по кината в Съединените щати на 25 октомври 2024 г.

## Актьорски състав
| Актьор           | Роля             |
| ---------------- | ---------------- |
| Том Харди        | Еди Брок / Венъм |
| Чиуетел Еджиофор | Рекс Стрикланд   |
| Джуно Темпъл     | Теди Пейн        |
| Рис Ифанс        | Мартин Муун      |
| Пеги Лиу         | Г-жа Чен         |
| Стивън Греъм     | Патрик Мулигън   |
| Анди Съркис      | Нул              |